# Chibi (Xianning)
Chibi (chiń. upr. 赤壁市; chiń. trad. 赤壁市; pinyin Chìbì Shì) – miasto na prawach powiatu w północno-zachodniej części prefektury miejskiej Xianning w prowincji Hubei w Chińskiej Republice Ludowej. Według danych z 2010 roku, liczba mieszkańców miasta wynosiła 478410.